# Roger Pingeon
Roger Pingeon (født 28. august 1940 i Hauteville-Lompnès - 19. marts 2017) var en professionel landevejscykelrytter fra Frankrig mellem 1964 og 1974. Pingeon vandt Tour de France i 1967 og Vuelta a España i 1969. I 1969 kom Pingeon også på andenpladsen efter Eddy Merckx i Tour de France.

## Tour de France
- 1965: 12. plads
- 1966: 8. plads
- 1967: Vinder (1 etapesejer)
- 1968: 5. plads (2 etapesejere)
- 1969: 2. plads (1 etapesejer)
- 1972: udgik